# Tylototriton
Tylototriton es un género de anfibios caudados de la familia Salamandridae. Se localizan en el sur de Asia, desde China hasta la India.

## Especies
Se reconocen las siguientes 26 especies:
- Tylototriton anguliceps Le, Nguyen, Nishikawa, Nguyen, Pham, Matsui, Bernardes & Nguyen, 2015.[2]
- Tylototriton asperrimus Unterstein, 1930.
- Tylototriton broadoridgus Shen, Jiang & Mo, 2012.[3]
- Tylototriton dabienicus Chen, Wang & Tao, 2010.
- Tylototriton gaowangjienensis JHuang, Xiang, Zhang, Wu & Jiang, 2024.[4]
- Tylototriton hainanensis Fei, Ye & Yang, 1984.
- Tylototriton himalayanus Khatiwada, Wang, Ghimire, Vasudevan, Paudel, & Jiang, 2015.
- Tylototriton koliaensis Poyarkov, Nguyen, S.X. Le, D.X. Le,  Arkhipov, Gorin, Hernandez & Dufresnes, 2024.[5]
- Tylototriton kweichowensis Fang & Chang, 1932.
- Tylototriton liuyangensis Yang, Shen & Fei, 2014.[6]
- Tylototriton lizhenchangi Hou, Zhang, Jiang, Li & Lu, 2012.[7]
- Tylototriton ngoclinhensis Phung, Pham, Nguyen, Ninh, Nguyen, Bernardes, Le, Ziegler & Nguyen, 2023.[8]
- Tylototriton notialis Stuart, Phimmachak, Sivongxay & Robichad, 2010.
- Tylototriton panhai Nishikawa, Khonsue, Pomchote & Matsui, 2013.[9]
- Tylototriton podichthys Phimmachak, Aowphol & Stuart, 2015.[10]
- Tylototriton pseudoverrucosus Hou, Gu, Zhang, Zeng, Li & Lu, 2012.[7]
- Tylototriton shanjing Nussbaum, Brodie & Yang, 1995.
- Tylototriton shanorum Nishikawa, Matsui & Rao, 2014.[11]
- Tylototriton soimalai Pomchote, Peerachidacho, Khonsue, Sapewisut, Hernandez, Phalaraksh, Siriput & Nishikawa, 2024[12]
- Tylototriton uyenoi Nishikawa, Khonsue, Pomchote & Matsui, 2013.[9]
- Tylototriton verrucosus Anderson, 1871.
- Tylototriton vietnamensis Böhme, Schöttler, Nguyen & Köhler, 2005.
- Tylototriton wenxianensis Fei, Ye & Yang, 1984.
- Tylototriton yangi Hou, Zhang, Zhou, Li & Lu, 2012.[7]
- Tylototriton zaimeng Decemson, Lalremsanga, Elangbam, Vabeiryureilai, Shinde, Purkayastha, Arkhipov, Bragin & Poyarkov, 2023.[13]
- Tylototriton ziegleri Nishikawa, Matsui & Nguyen, 2013.[14]